# Reino Paasilinna
Reino Paasilinna (Océano Ártico, cerca de Petsamo, 5 de diciembre de 1939-Helsinki, 21 de julio de 2022) fue un político, periodista y escritor finés miembro del partido socialdemócrata.

## Biografía
Su familia es originaria de Pechenga, de donde sus padres escaparon durante la Guerra de Invierno en el barco Aunus, en el que nació ante las costas de Noruega. Fue hermano de los escritores Erno, Mauri y Arto Paasilinna. Se casó con Anja Aulikki Arstila-Paasilinnan, con quien tuvo tres hijos.
Se doctoró en ciencias sociales y trabajó para las embajadas finlandesas de Moscú y Washington. Ha trabajado también para Yleisradio y en la comisión europea de la cultura y la educación.
Obtuvo la Orden del León de Finlandia en 1995.